# Tavarnelle Val di Pesa

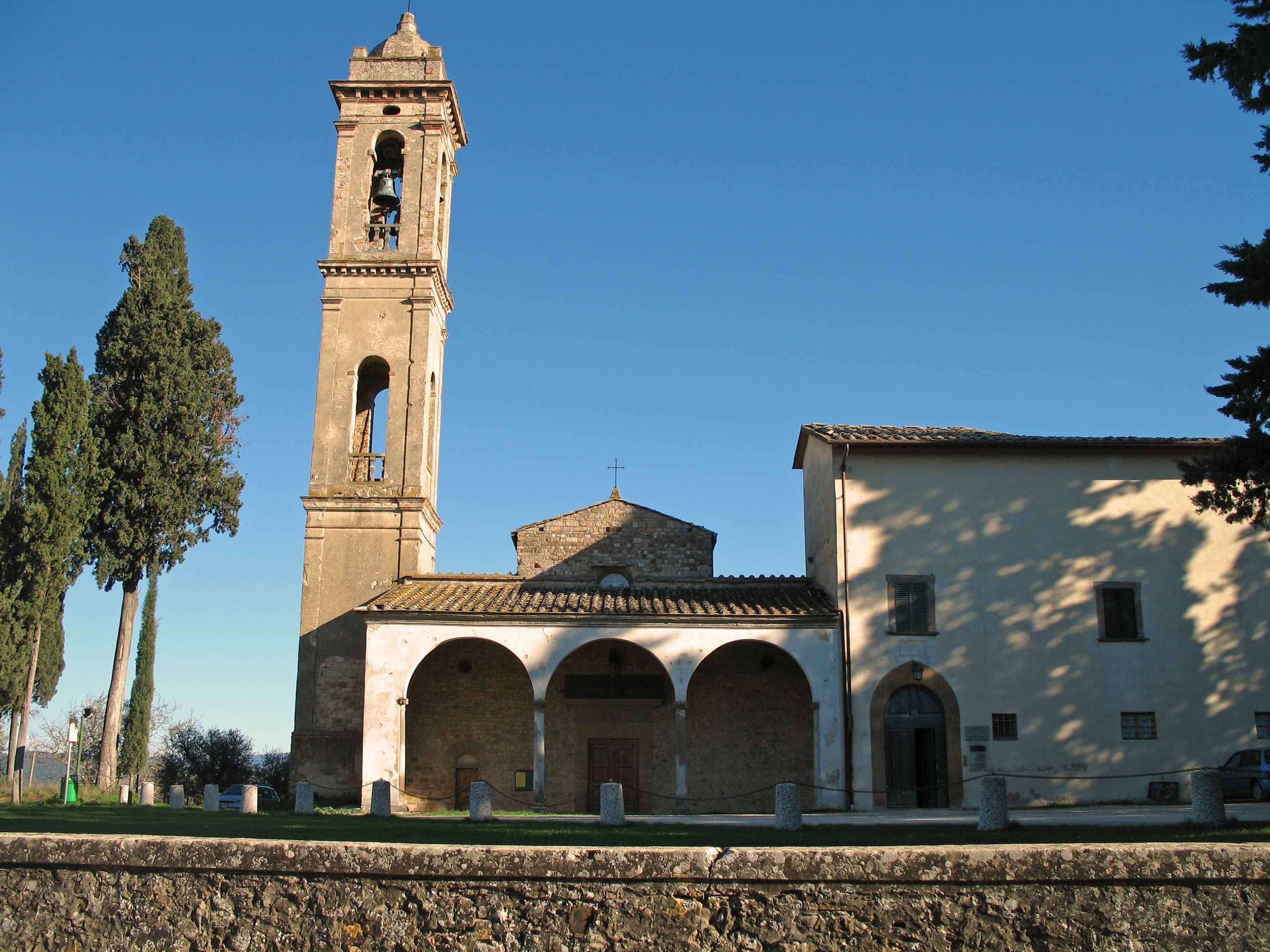
Pieve San Pietro ở Bossolo

Tavarnelle Val di Pesa là một đô thị ở tỉnh Firenze trong vùng Toscana, tọa lạc khoảng 25 km về phía nam của Florence. Tại thời điểm ngày 31 tháng 12 năm 2004, đô thị này có dân số 7.284 người và diện tích là 57 km².
Đô thị Tavarnelle Val di Pesa có các frazioni (các đơn vị cấp dưới, chủ yếu là các làng) Sambuca val di pesa, San Donato in Poggio, Tignano, và Badia a Passignano.
Tavarnelle Val di Pesa giáp các đô thị sau: Barberino Val d'Elsa, Castellina in Chianti, Certaldo, Greve in Chianti, Montespertoli, San Casciano in Val di Pesa.
Công ty sản xuất dầu lớn nhất Ý Carapelli Firenze SpA nằm ở đây.